# New Lost City Ramblers

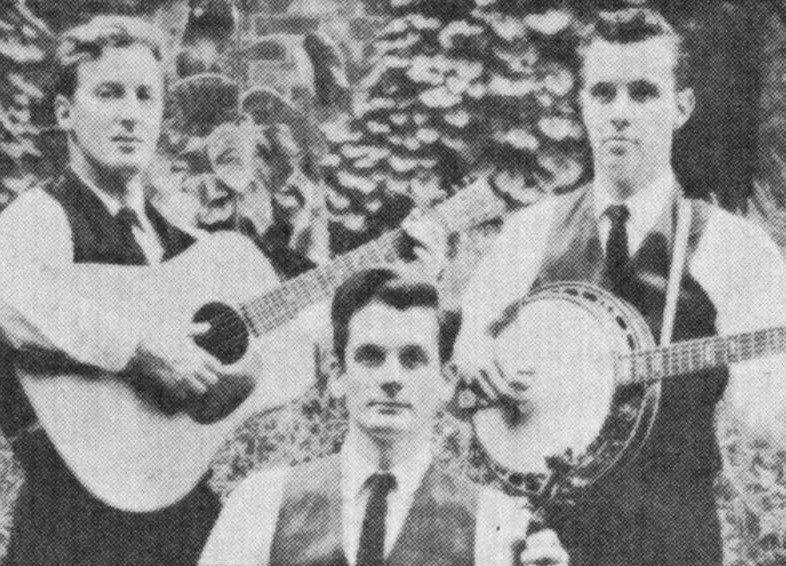
New Lost City Ramblers

The New Lost City Ramblers es un grupo contemporáneo de música old-time que se formó en la ciudad de Nueva York en 1958 durante el llamado revival del folk estadounidense. Los miembros fundadores de los Ramblers, o NLCR, fueron Mike Seeger, John Cohen y Tom Paley. Paley dejó el grupo en 1962 y fue reemplazado por Tracy Schwarz. Seeger murió de cáncer en 2009.
Los New Lost City Ramblers no solo han participado en el renacimiento de la música antigua, sino que también han conseguido influir directamente en un gran número de músicos que les han seguido.

## Discografía
- The New Lost City Ramblers (1958) (Folkways Records)
- The New Lost City Ramblers Vol. II (1959) (Folkways)
- Songs From the Depression (1959): see  (Folkways)
- Old-Timey Songs For Children (1959) (Folkways)
- The New Lost City Ramblers Vol. III (1961) (Folkways)
- Tom Paley, John Cohen, Mike Seeger Sing Songs of The New Lost City Ramblers (1961)
- The New Lost City Ramblers (1961)
- Earth Is Earth Sung by The New Lost City Bang Boys (1961) (Folkways)
- The New Lost City Ramblers Vol. 4 (1962) (Folkways)
- American Moonshine & Prohibition (1962) (Folkways)
- The New Lost City Ramblers Vol. 5 (1963) (Folkways)
- Gone to the Country (1963)
- Radio Special # 1 (1963)
- The New New Lost City Ramblers with Tracy Schwarz: Gone to the Country (1963) (Folkways)
- String Band Instrumentals (1964) (Folkways)
- Old Timey Music (1964)
- Rural Delivery No. 1 (1965) (Folkways)
- Remembrance of Things to Come (1966) (Folkways)
- Modern Times (1968) (Folkways)
- The New Lost City Ramblers with Cousin Emmy (1968) (Folkways)
- On the Great Divide (1973) (Folkways)
- 20th Anniversary Concert (1978)
- 20 Years-Concert Performances (1978)
- Tom Paley, John Cohen, and Mike Seeger Sing Songs of the New Lost City Ramblers (1978) (Folkways)
- Old Time Music (1994)
- The Early Years, 1958-1962 (1991) (Folkways)
- Out Standing In Their Field-Vol. II, 1963-1973 (1993) (Smithsonian Folkways)
- There Ain't No Way Out (1997) (Folkways)
- 40 Years of Concert Performances (2001)
- 50 Years: Where Do You Come From? Where Do You Go? (2009) (Smithsonian Folkways)